# 2041
- Wikisource

| Calendário gregoriano                                                        | 2041 MMXLI                          |
| Ab urbe condita                                                              | 2794                                |
| Calendário arménio                                                           | 1491 – 1492                         |
| Calendário bahá'í                                                            | 197 – 198                           |
| Calendário budista                                                           | 2585                                |
| Calendário chinês                                                            | 4737 – 4738 Início a 1 de fevereiro |
| Calendário copta                                                             | 1757 – 1758                         |
| Calendário etíope                                                            | 2033 – 2034                         |
| Calendários hindus - Vikram Samvat - Calendário nacional indiano - Cáli Iuga | 2096 – 2097 1962 – 1963 5141 – 5142 |
| Calendário Holoceno                                                          | 12041                               |
| Calendário islâmico                                                          | 1463 – 1464                         |
| Calendário judaico                                                           | 5801 – 5802                         |
| Calendário persa                                                             | 1419 – 1420 Início a 20 de março    |
| Calendário rúnico                                                            | 2291                                |
| Calendário solar tailandês                                                   | 2584                                |

2041 (MMXLI, na numeração romana) será um ano comum do século XXI que começará numa terça-feira, segundo o calendário gregoriano. A sua letra dominical será F. A terça-feira de Carnaval ocorrerá a 5 de março e o domingo de Páscoa a 21 de abril. Segundo o horóscopo chinês, será o ano do Galo, começando a 1 de fevereiro.

| Evento                                                   | Data            | Hora  |
| -------------------------------------------------------- | --------------- | ----- |
| Aquário                                                  | 19 de janeiro   | 17:13 |
| Peixes                                                   | 18 de fevereiro | 07:17 |
| primavera no hemisfério norte e outono no hemisfério sul |                 |       |
| Carneiro/equinócio                                       | 20 de março     | 06:07 |
| Touro                                                    | 19 de abril     | 16:55 |
| Gémeos                                                   | 20 de maio      | 15:49 |
| verão no hemisfério norte e inverno no hemisfério Sul    |                 |       |
| Caranguejo/solstício                                     | 20 de junho     | 23:36 |
| Leão                                                     | 22 de julho     | 10:27 |
| Virgem                                                   | 22 de agosto    | 17:36 |
| Outono no Hemisfério Norte e Primavera no Hemisfério Sul |                 |       |
| Balança/equinócio                                        | 22 de setembro  | 15:26 |
| Escorpião                                                | 23 de outubro   | 01:02 |
| Sagitário                                                | 21 de novembro  | 22:49 |
| inverno no hemisfério norte e verão no hemisfério sul    |                 |       |
| Capricórnio/solstício                                    | 21 de dezembro  | 12:18 |

| UTC: Portugal Continental, Madeira, Guiné-Bissau e São Tomé e Príncipe Subtrair (-): 1 h nos Açores e Cabo Verde 2 h nas Ilhas oceânicas brasileiras 3 h em Brasília, em Goiás, na Amazônia Oriental Brasileira e no nordeste, sudeste e sul brasileiros 4 h na Amazônia Ocidental Brasileira, Mato Grosso e Mato Grosso do Sul 5 h no Acre e sudoeste do Amazonas Adicionar (+): 1 h em Angola e Guiné Equatorial 2 h em Moçambique 8 h em Macau 9 h em Timor-Leste. |
| Adicionar uma hora durante a vigência do horário de verão: Portugal Continental : De 31 de março a 27 de outubro de 2041 |

| Ano completo                       |
| ---------------------------------- |
| Ano comum com início à terça-feira |

## Eventos esperados e previstos
- Ano do Galo, segundo o Horóscopo chinês.

### Março
- 10 de março - Passagem do cometa 14P/Volfa perto de Júpiter. O diâmetro do núcleo do cometa é estimado em 4,6 km.[1]

### Abril
- 30 de abril - Eclipse solar total.[2]

### Maio
- 16 de maio - Eclipse lunar parcial.[3]

### Outubro
- 25 de outubro - Eclipse solar anular.[4]

### Novembro
- 8 de novembro - Eclipse lunar parcial.[5]

### Datas desconhecidas
- O Tratado da Antártida estará sob revisão.
- Conclusão agendada do projeto proposto para criar uma ferrovia ligando Moscou a Nova Iorque.[6]
- O empreendimento conjunto entre o Grupo Volkswagen na China e a SAIC Motor deve terminar.[7]

## Na ficção

### Nos filmes
- 25 de setembro de 2041, é a data futura que Nick visita no filme Time Chasers.

### Na televisão
- O episódio Holidays of Future Passed de Os Simpsons, é marcado em dezembro de 2041. Bart é um pai caloteiro que mora em Springfield Elementary (que agora é um complexo de apartamentos em vez de uma escola) com Seymour Skinner como seu locador. Enquanto isso, Maggie, que está grávida, entra em trabalho de parto. Isso é 30 anos após o episódio ter sido transmitido pela primeira vez na televisão em 2011.

## Epacta e idade da Lua
| Epacta gregoriana | 27 (XXVII) |
| Idade da Lua      | Letra G    |